# Голодомор в Білорусі
Голодомори в Білорусі (біл. Галадаморы ў Беларусі, Haładamory ŭ Biełarusi) — організований керівництвом ВКП(б) та урядом СРСР у 1932—1934 і 1946—1947 роках, шляхом створення штучного масового голоду у сільських районах Білоруської СРР, що призвело до масової загибелі сільського населення Східної (радянської) Білорусі, переважну більшість якого становили білоруси. Термін «Голодомор» з’явився 17 серпня 1933 року в чеському журналі «Večernı́k P.L.», де була опублікована інформація — «Hladomor v SSSR», і в новітній історії вперше був використаний для позначення масового, навмисно організованого голоду в Україні 1932-1933 років. Тема голоду в Білорусі мало досліджена в білоруській історіографії та слабо представлена в ЗМІ.
У Білорусі в силу політики діючої авторитарної влади цей період залишається маловивченим, тому важко встановити точні цифри жертв. Однак фрагментарні відомості з архівів КПБ свідчать, що в окремих південних районах БРСР від голоду загинуло більше половини населення. Так, наприклад, 21 червня 1933 року спеціальна комісія Бюро ЦК КП(б)Б записала у протоколі: в Єльському та Наровлянському районах голодомор торкнувся до 60 % населення. Влада була змушена визнати й факти канібалізму. В Білорусі, за словами сучасних істориків, Голодомор найбільше проявився на території Гомельської області.
Усього у 1930-ті роки від голоду померли від 100 до 500 тис. білорусів. За підрахунками історикині Ірини Кашталян, під час Голодомору 1946—1947 років постраждало близько 300 тисяч жителів Білорусі. Кількість померлих та вбитих невідома.

## Передумови
Голодомор у Східній Білорусі в період 1932—1934 роки виявився результатом насильницької колективізації, яка призвела до занепаду сільського виробництва. Однак, Сталін пояснював невдачі в цій галузі тим, що селяни просто ховають хліб, щоб потім продати. У Білорусі, як і в інших республіках СРСР, розгорнулася рішуча боротьба зі «спекулянтскими елементами і саботажниками… аж до виселення їх за межі Білорусі, не зупиняючись перед застосуванням розстрілу щодо найбільш злісних». Колективні господарства, визнані саботажниками, заносилися на «чорну дошку», що фактично означало голодну смерть для місцевих жителів. У таких колгоспах торгівля заборонялася, з магазинів забирали всі товари, достроково стягали кредити і позики, склади з зерном для споживання опечатували, насіннєвий фонд розподіляли між іншими колгоспами, закривали млини, вели жорстоку боротьбу з помелом на ручних жорнах.
Геноцид голодомором став поширюватися на цілі населені пункти. З березня 1932 року райвиконкоми отримали дозвіл Раднаркому БРСР заносити на «чорну дошку» вже окремі села. Одночасно пройшла нова хвиля арештів, заслань і виключення з колгоспів «куркулів» і «підкуркульників».
Через проведену кампанію з виселення та розкуркулення в Білорусі було зруйновано велику кількість господарств. В ряді колгоспів навіть не залишилося працівників. При цьому держава визначала плани заготівель навмання, а для досягнення необхідних результатів прагнула витиснути з селян максимум, використовуючи всі можливі способи: погрози, насильство, репресії. Все це вело до дезорганізації сільського господарства. Несприятливі погодні умови 1931—1932 років ще більше погіршили становище. Наслідком став масовий голодомор.

## Голодомор у Білорусі 1932—1934 років
Масові випадки голодомору в радянській Білорусі (а в Західній Білорусі, що входила в міжвоєнний період в склад Польщі, подібного не спостерігалося взагалі) почалися з літа 1932 р. Наприклад, як повідомлялося у доповідних записках до ЦК КП(б)Б «… становище в Турівському районі із забезпеченням хлібом до надзвичайності напружене. Кінець сівби в цих колгоспах характерний невиходами на роботу через голодування і неможливість фізично працювати».
З літа 1933 року повідомлення про голод в сільській місцевості стали масовими. В Ушацькому районі «…багато колгоспників вже тепер не мають хліба і живляться різними сурогатами». У важкому становищі, згідно доповідної з Житковицького району, перебували 33 колгоспу району, або близько 4,5 тис. чоловік. У 68 колгоспах зони Климовичской МТС з 4200 3000 сімей не мали ніяких продуктів зовсім.
У Пуховицькому районі «у багатьох колгоспах становище з недостачею хліба склалося погане […], є випадки захворювання від голоду, невихід на роботу і т. д.». В колгоспі «Перамога» Мінського району «колгоспники в більшості випадків харчуються травою, яку варять. За останній тиждень є випадки опухання у окремих колгоспників ніг, рук, обличчя, і під час роботи валяться з ніг […]. Серед колгоспників панують поганий настрій і паніка. Очікують смерті і просять різних осіб забрати у них дітей і врятувати їх від голодної смерті». Від надзвичайно важкому становищі з харчуванням повідомляли з Гомельщини. З 93 колгоспів в районі 45 відсутні які б то не було продукти харчування як у колгоспів, так і у самих колгоспників.
З 1932 року на території Східної Білорусі з'явилися численні біженці. Якщо на початковому етапі основну масу шукачів хлібу складали українці, то у 1933—1934 роках до них приєдналися білоруси, що масово рятувалися від голоду в Західній Білорусі, яка перебувала у складі Польщі, та в Латвії, або шукаючи хліба в містах. Так, жителі Житковицького району їздили в пошуках хліба в Бобруйськ, Слуцьк, Турів, Петриков, Старобін та ін. Однак турбувало таке становище владу насамперед тому, що «цей рух за хлібом не тільки політично шкідливий, але він шкідливий і з точки зору господарської, бо відтягує з колгоспів багато робочої сили, ставлячи деякі з них в скрутне становище при виконанні державних завдань».
Таке становище не могло не помічати місцеве керівництво. Районні влади просили продуктової допомоги, дозволу на використання страхових фондів. Влада в центрі з відповіддю не поспішала. Допомога приходила зі значним запізненням і не в необхідному розмірі. До того ж хліб розподілялося тільки між колгоспниками «за ознаками ставлення до праці та майнового стану». Одноосібники ніякої продуктової допомоги не отримували.
Однак, незважаючи на катастрофічне становище з їжею на селі, хлібозаготівлі продовжувалися. Листопадовий пленум у 1934 році ухвалив рішення про скасування з 1 січня 1935 року карткової системи на хліб та деякі продукти. Цей факт Сталін представив як радикальну економічну реформу, спрямовану на розвиток в країні товарно-грошових відносин. Низькі карткові ціни він охарактеризував як «дар держави робочого класу». Положення ж в білоруському, як і в українському, селі, як і раніше залишалося вкрай складним.
Професорка Європейського гуманітарного університету (Вільнюс, Литва), кандидатка історичних наук Ірина Романова писала, що з березня 1932 року райвиконкоми отримали дозвіл Раднаркому БСРР заносити на «чорну дошку» окремі села. Це означає, що у таких колгоспах торгівля заборонялася, з магазинів забирали всі товари, достроково погашали кредити та позики, склади із зерном для споживання опечатували, насіннєвий фонд розподіляли між іншими колгоспами, закривали млини та вели жорстку боротьбу із помолом на ручних жоренах. Одночасно пройшла нова хвиля арештів, висилок до Сибіру та винятки з колгоспів «куркулів» та «підкулачників».

### Наслідки
За підрахунками українського вченого Віктора Гудзя, кандидата історичних наук та доцента Мелітопольського державного педагогічного університету імені Богдана Хмельницького, у цей час у Білорусії голодом та репресіями було знищено від 100 до 500 тисяч осіб. Так, за словами Віктора Гудзя, наприклад, в одному тільки Наровлянському районі Гомельської області, яка найбільше постраждала від голоду, за 1932—1933 роки є дані про загибель тисячі селян. За розрахунками, проведеними в Інституті демографії та соціальних досліджень імені М.В. Птухи НАН України, розмір демографічних втрат внаслідок Голодомору 1932—1933 рр. в Білоруській РСР становить 67,6 тис. осіб.

## Голодомор у Білорусі 1946—1947 років
Голодомор у Білорусі 1946—1947 років — масовий голод 1946-1947 рр., організований комуністичною диктатурою, був спричинений як післявоєнним неврожаєм, так і спланованою акцією сталінського політбюро з метою вилучення залишків зерна з селян і продаж її союзницькому режиму в соціалістичному таборі. Так, у 1946 році з СРСР до Румунського королівства було вивезено 350 тис. тонн зерна, у 1947 році – 600 тис. тонн зерна до Чехословаччини, за ці два роки Польська Народна Республіка отримала з Радянського Союзу 900 тис. тонн зерна.

### Історія
Голод 1932—1934 років повторився в 1946—1947 роках, але цього разу він охопив всю республіку, а не тільки її північну частину. 5 грудня 1946 року в колгоспі імені Варашилова Лоєвського району відбулися збори, на яких колгоспники вимагали хоча б картоплі, бо, мовляв, помирають з голоду. Голова запротестував, що його за це відправлять у Сибір, але колгоспники йому відповіли: «Вас одного відправлять, а ми залишимося живі».
У влучній записці секретарам ЦК КП(б)У Гусараву та Ігнатьєву від липня 1947 року було написано: «Минулого року в Поліській області урожай склав 3,3 цнт з га... Майже половина колгоспів області не видавала в будні дні хліба і картоплі в кінці господарського року... У Брагінському районі в кінці посівної двоє колгоспників знепритомніли і померли під час роботи за плуг... Дитсадки та приймальники переповнені дітьми, яких батьки кинули, бо не могли їх прогодувати. Отже, у Мазирському дитячому будинку-інтернаті, розрахованому на 50 дітей, 137 дітей».
За підрахунками історикині Ірини Кашталян, від голоду 1946-1947 років постраждало близько 300 тисяч білорусів. Кількість загиблих і вбитих невідома.

## Пам'ять
Лавреат Нобелівської премії з літератури, письменниця Світлана Алексієвич, згадує, що коли вона маленька жила у своєї бабусі, то вона та інші сільські жінки завжди замовкали, коли проходили мимо будинку однієї жінки, про яку знали, що під час голодомору вона з'їла своїх дітей… Її ніхто не засуджував, просто замовкали…